# Great Notley
Great Notley är en by och en civil parish i Braintree i Essex i England. Orten har 6 496 invånare (2011).